# Mysterious (Janne Da Arcの曲)
「Mysterious」（ミステリアス）は、日本のヴィジュアル系ロックバンド・Janne Da Arcの6作目のシングル。

## 概要
表題曲は、テレビ朝日系アニメ『Sci-Fi HARRY』オープニングテーマ。
選曲会の時にyasuが、2ndアルバム『Z-HARD』収録曲の「7-seven-」をシングル用に気合いを入れて作っていたのでかなり推そうとしたが、メンバー全員についでに作っておいた『「Mysterious」でいいんじゃん?』と言われてしまった為、yasuも「7-seven-」を推すに推せずに今表題曲がシングルになった。表題曲に関して、もともとはもっとおとなしい曲だったようだが、「作っていくうちにジャパメタっぽくなった」（yasu談）とのこと。c/wは、youが初めて作詞に関わった曲。

## 収録曲
1. Mysterious
作詞・作曲：yasu
編曲：yasu、Janne Da Arc、HΛL
2. differ
作詞：you、yasu
作曲：you
編曲：you、Janne Da Arc、Achilles Damigos

## 参加ミュージシャン
Janne Da Arc
- yasu：Vocal
- you：Guitar
- ka-yu：Bass
- kiyo：Keyboards
- shuji：Drums

## タイアップ
- テレビ朝日系列アニメ『サイファイハリー』オープニングテーマ (#1)

## 収録アルバム
- Z-HARD (#1)
- ANOTHER SINGLES (#2)
- SINGLES (#1)
- Janne Da Arc MAJOR DEBUT 10th ANNIVERSARY COMPLETE BOX (#1)
- サイファイハリー ORIGINAL SOUNDTRACK (#1)